# Ліса-да-Баль
Ліса́-да-Баль (кат. Lliçà de Vall) - муніципалітет, розташований в Автономній області Каталонія, в Іспанії. Код муніципалітету за номенклатурою Інституту статистики Каталонії - 81081. Знаходиться у районі (кумарці) Бальєс-Уріантал (коди району - 41 та VR) провінції Барселона, згідно з новою адміністративною реформою перебуватиме у складі Баґарії (округи) Барселона. 

## Населення
Населення міста (у 2007 р.) становить 6.088 осіб (з них менше 14 років - 17,3%, від 15 до 64 - 71%, понад 65 років - 11,7%). У 2006 р. народжуваність склала 65 осіб, смертність - 36 осіб, зареєстровано 27 шлюбів. У 2001 р. активне населення становило 2.866 осіб, з них безробітних - 286 осіб.

Серед осіб, які проживали на території міста у 2001 р., 3.735 народилися в Каталонії (з них 1.552 особи у тому самому районі, або кумарці), 1.502 особи приїхали з інших областей Іспанії, а 116 осіб приїхало з-за кордону. 

Університетську освіту має 9,1% усього населення. 

У 2001 р. нараховувалося 1.691 домогосподарство (з них 10,1% складалися з однієї особи, 22,2% з двох осіб,26,4% з 3 осіб, 29,3% з 4 осіб, 8,2% з 5 осіб, 2,5% з 6 осіб, 0,9% з 7 осіб, 0,2% з 8 осіб і 0,2% з 9 і більше осіб).

Активне населення міста у 2001 р. працювало у таких сферах діяльності : у сільському господарстві - 1,1%, у промисловості - 36,7%, на будівництві - 9,2% і у сфері обслуговування - 52,9%. 

 У муніципалітеті або у власному районі (кумарці) працює 5.001 особа, поза районом - 1.819 осіб.

### Безробіття
У 2007 р. нараховувалося 197 безробітних (у 2006 р. - 199 безробітних), з них чоловіки становили 29,4%, а жінки - 70,6%.

## Економіка

### Підприємства міста

#### Промислові підприємства
| \| Промислові підприємства міста, за сферою діяльності \| Промислові підприємства міста, за сферою діяльності \| Промислові підприємства міста, за сферою діяльності \| \| Рік \| 2002 р. \| 2001 р. \| \| --------------------------------------------------- \| --------------------------------------------------- \| --------------------------------------------------- \| \| Енергетичні та водні ресурси \| 0,6% \| 0,6% \| \| Хімія та метали \| 15,6% \| 14,8% \| \| Переробка металів \| 44,8% \| 44,5% \| \| Продукти харчування \| 4,4% \| 4,5% \| \| Текстиль \| 3,8% \| 4,5% \| \| Виробництво меблів, видання \| 15,6% \| 15,5% \| \| Інше \| 15% \| 15,5% \| \| Усього підприємств \| 339 \| 330 \| |         |         |
| Промислові підприємства міста, за сферою діяльності |         |         |
| Рік | 2002 р. | 2001 р. |
| Енергетичні та водні ресурси | 0,6%    | 0,6%    |
| Хімія та метали | 15,6%   | 14,8%   |
| Переробка металів | 44,8%   | 44,5%   |
| Продукти харчування | 4,4%    | 4,5%    |
| Текстиль | 3,8%    | 4,5%    |
| Виробництво меблів, видання | 15,6%   | 15,5%   |
| Інше | 15%     | 15,5%   |
| Усього підприємств | 339     | 330     |

#### Роздрібна торгівля
| \| Підприємства роздрібної торгівлі міста, за сферою діяльності \| Підприємства роздрібної торгівлі міста, за сферою діяльності \| Підприємства роздрібної торгівлі міста, за сферою діяльності \| \| Рік \| 2002 р. \| 2001 р. \| \| ------------------------------------------------------------ \| ------------------------------------------------------------ \| ------------------------------------------------------------ \| \| Продукти харчування \| 21,9% \| 23,3% \| \| Одяг та взуття \| 20,5% \| 20,5% \| \| Товари для дому \| 16,4% \| 19,2% \| \| Книги та періодичні видання \| 1,4% \| 1,4% \| \| Промислова хімічна продукція \| 15,1% \| 12,3% \| \| Продукція, пов'язана з транспортними засобами \| 8,2% \| 6,8% \| \| Інше \| 16,4% \| 16,4% \| \| Усього підприємств \| 73 \| 73 \| |         |         |
| Підприємства роздрібної торгівлі міста, за сферою діяльності |         |         |
| Рік | 2002 р. | 2001 р. |
| Продукти харчування | 21,9%   | 23,3%   |
| Одяг та взуття | 20,5%   | 20,5%   |
| Товари для дому | 16,4%   | 19,2%   |
| Книги та періодичні видання | 1,4%    | 1,4%    |
| Промислова хімічна продукція | 15,1%   | 12,3%   |
| Продукція, пов'язана з транспортними засобами | 8,2%    | 6,8%    |
| Інше | 16,4%   | 16,4%   |
| Усього підприємств | 73      | 73      |

#### Сфера послуг
| \| Підприємства міста, що працюють у сфері послуг, за діяльністю \| Підприємства міста, що працюють у сфері послуг, за діяльністю \| Підприємства міста, що працюють у сфері послуг, за діяльністю \| \| Рік \| 2002 р. \| 2001 р. \| \| ------------------------------------------------------------- \| ------------------------------------------------------------- \| ------------------------------------------------------------- \| \| Гуртова торгівля \| 22,1% \| 22,2% \| \| Готелі та готельний бізнес \| 10,6% \| 12,1% \| \| Транспорт та зв'язок \| 32,9% \| 33,3% \| \| Посередницькі фінансові послуги \| 1,8% \| 1,9% \| \| Послуги підприємствам \| 6% \| 5,1% \| \| Послуги фізичним особам \| 15,4% \| 15,9% \| \| Нерухомість та ін. \| 11,2% \| 9,5% \| \| Усього підприємств \| 331 \| 315 \| |         |         |
| Підприємства міста, що працюють у сфері послуг, за діяльністю |         |         |
| Рік | 2002 р. | 2001 р. |
| Гуртова торгівля | 22,1%   | 22,2%   |
| Готелі та готельний бізнес | 10,6%   | 12,1%   |
| Транспорт та зв'язок | 32,9%   | 33,3%   |
| Посередницькі фінансові послуги | 1,8%    | 1,9%    |
| Послуги підприємствам | 6%      | 5,1%    |
| Послуги фізичним особам | 15,4%   | 15,9%   |
| Нерухомість та ін. | 11,2%   | 9,5%    |
| Усього підприємств | 331     | 315     |

## Житловий фонд
У 2001 р. 1,6% усіх родин (домогосподарств) мали житло метражем до 59 м2, 22,9% - від 60 до 89 м2, 36,7% - від 90 до 119 м2 і
38,9% - понад 120 м2.

З усіх будівель у 2001 р. 35,9% було одноповерховими, 59,1% - двоповерховими, 4,4
% - триповерховими, 0,4% - чотириповерховими, 0,2% - п'ятиповерховими, 0% - шестиповерховими,
0% - семиповерховими, 0% - з вісьмома та більше поверхами.

## Автопарк
| \| Автомобілі, зареєстровані у місті, за призначенням \| Автомобілі, зареєстровані у місті, за призначенням \| Автомобілі, зареєстровані у місті, за призначенням \| \| Рік \| 2006 р. \| 2005 р. \| \| -------------------------------------------------- \| -------------------------------------------------- \| -------------------------------------------------- \| \| Приватні автомобілі \| 63,3% \| 62,9% \| \| Мотоцикли \| 7,9% \| 7,5% \| \| Вантажівки \| 21,9% \| 22% \| \| Трактори \| 1,2% \| 1,2% \| \| Автобуси та ін. \| 5,6% \| 6,3% \| \| Усього автомобілів \| 6.420 шт. \| 6.215 шт. \| |           |           |
| Автомобілі, зареєстровані у місті, за призначенням |           |           |
| Рік | 2006 р.   | 2005 р.   |
| Приватні автомобілі | 63,3%     | 62,9%     |
| Мотоцикли | 7,9%      | 7,5%      |
| Вантажівки | 21,9%     | 22%       |
| Трактори | 1,2%      | 1,2%      |
| Автобуси та ін. | 5,6%      | 6,3%      |
| Усього автомобілів | 6.420 шт. | 6.215 шт. |

## Вживання каталанської мови
У 2001 р. каталанську мову у місті розуміли 96,7% усього населення (у 1996 р. - 97,1%), вміли говорити нею 78,8% (у 1996 р. - 
75,9%), вміли читати 76,8% (у 1996 р. - 72,9%), вміли писати 47,7
% (у 1996 р. - 44,6%). Не розуміли каталанської мови 3,3%.

## Політичні уподобання
У виборах до Парламенту Каталонії у 2006 р. взяло участь 2.651 особа (у 2003 р. - 2.819 осіб). Голоси за політичні сили розподілилися таким чином:
| \| Вибори до Парламенту Каталонії \| Вибори до Парламенту Каталонії \| Вибори до Парламенту Каталонії \| \| Рік \| 2006 р. \| 2003 р. \| \| -------------------------------------- \| ------------------------------ \| ------------------------------ \| \| Конвергенція та Єднання (CiU) \| 35,9% \| 37,5% \| \| Соціалістична партія Каталонії (PSC) \| 26,6% \| 30,6% \| \| Народна партія (PP) \| 11,1% \| 10,3% \| \| Ініціатива за зелену Каталонію (IC) \| 10,5% \| 6,6% \| \| Республіканська лівиця Каталонії (ERC) \| 12% \| 14,3% \| \| Громадянська партія (C's) \| 2,2% \| 0% \| \| Інші \| 1,7% \| 0,7% \| |         |         |
| Вибори до Парламенту Каталонії |         |         |
| Рік | 2006 р. | 2003 р. |
| Конвергенція та Єднання (CiU) | 35,9%   | 37,5%   |
| Соціалістична партія Каталонії (PSC) | 26,6%   | 30,6%   |
| Народна партія (PP) | 11,1%   | 10,3%   |
| Ініціатива за зелену Каталонію (IC) | 10,5%   | 6,6%    |
| Республіканська лівиця Каталонії (ERC) | 12%     | 14,3%   |
| Громадянська партія (C's) | 2,2%    | 0%      |
| Інші | 1,7%    | 0,7%    |

У муніципальних виборах у 2007 р. взяло участь 2.859 осіб (у 2003 р. - 2.975 осіб). Голоси за політичні сили розподілилися таким чином:
| \| Муніципальні вибори \| Муніципальні вибори \| Муніципальні вибори \| \| Рік \| 2007 р. \| 2003 р. \| \| -------------------------------------- \| ------------------- \| ------------------- \| \| Конвергенція та Єднання (CiU) \| 51,8% \| 52,1% \| \| Соціалістична партія Каталонії (PSC) \| 25,4% \| 23,8% \| \| Народна партія (PP) \| 5,3% \| 8% \| \| Ініціатива за зелену Каталонію (IC) \| 11,4% \| 9,4% \| \| Республіканська лівиця Каталонії (ERC) \| 6,2% \| 6,7% \| \| Громадянська партія (C's) \| 0% \| 0% \| \| Інші \| 0% \| 0% \| |         |         |
| Муніципальні вибори |         |         |
| Рік | 2007 р. | 2003 р. |
| Конвергенція та Єднання (CiU) | 51,8%   | 52,1%   |
| Соціалістична партія Каталонії (PSC) | 25,4%   | 23,8%   |
| Народна партія (PP) | 5,3%    | 8%      |
| Ініціатива за зелену Каталонію (IC) | 11,4%   | 9,4%    |
| Республіканська лівиця Каталонії (ERC) | 6,2%    | 6,7%    |
| Громадянська партія (C's) | 0%      | 0%      |
| Інші | 0%      | 0%      |